# Architecture fasciste

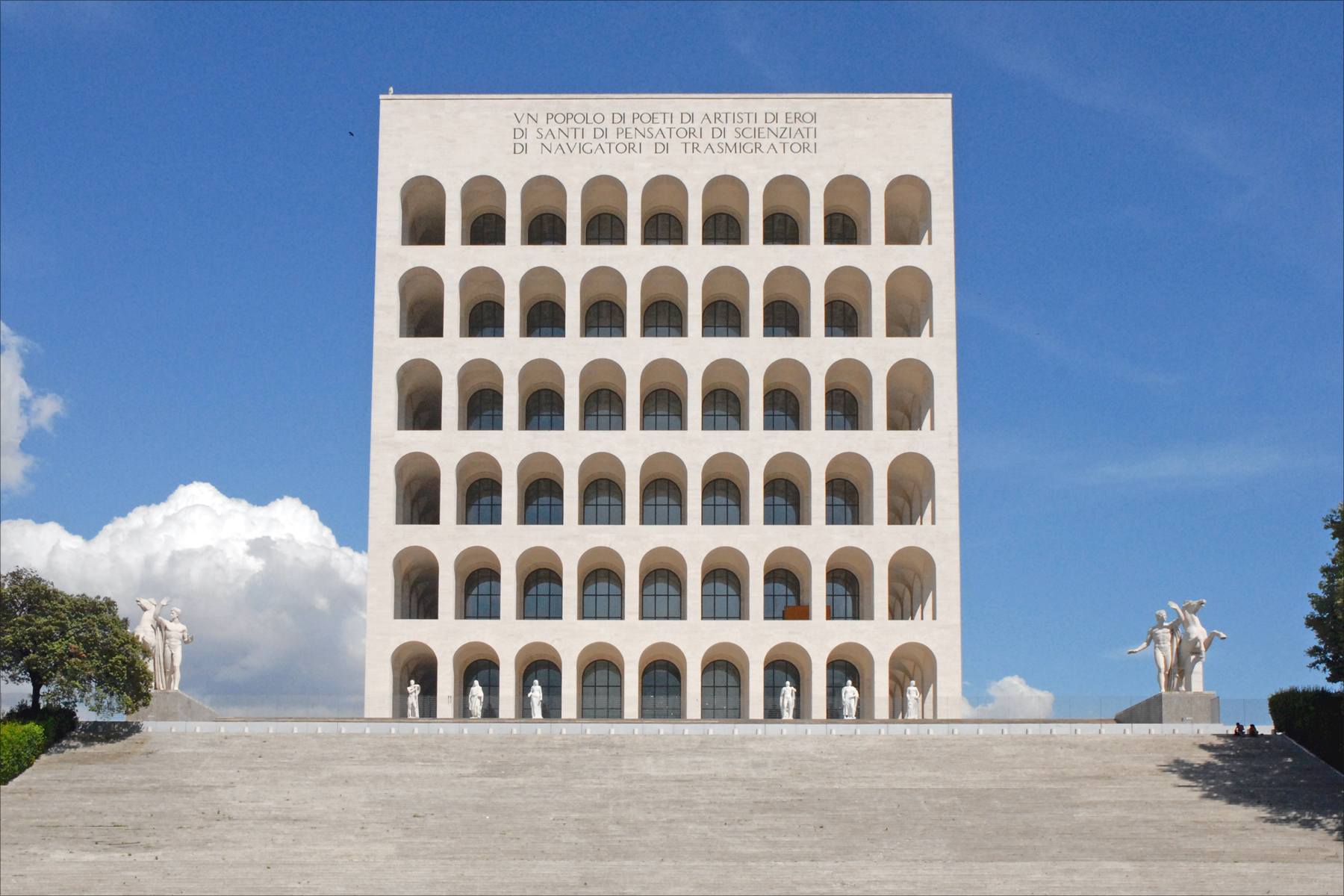
Le Palais de la civilisation italienne à Rome est l'un des monuments emblématique de l'architecture fasciste.

L'architecture fasciste est un style architectural italien rationaliste de la fin des années 1920 promu et pratiqué au début par le Gruppo 7. 
Il existait deux branches identifiables, l'une, moderniste, dont Giuseppe Terragni était la figure la plus emblématique, et une autre plus conservatrice dans laquelle Marcello Piacentini et le groupe « La Burbera » étaient les plus actifs.

## Contexte

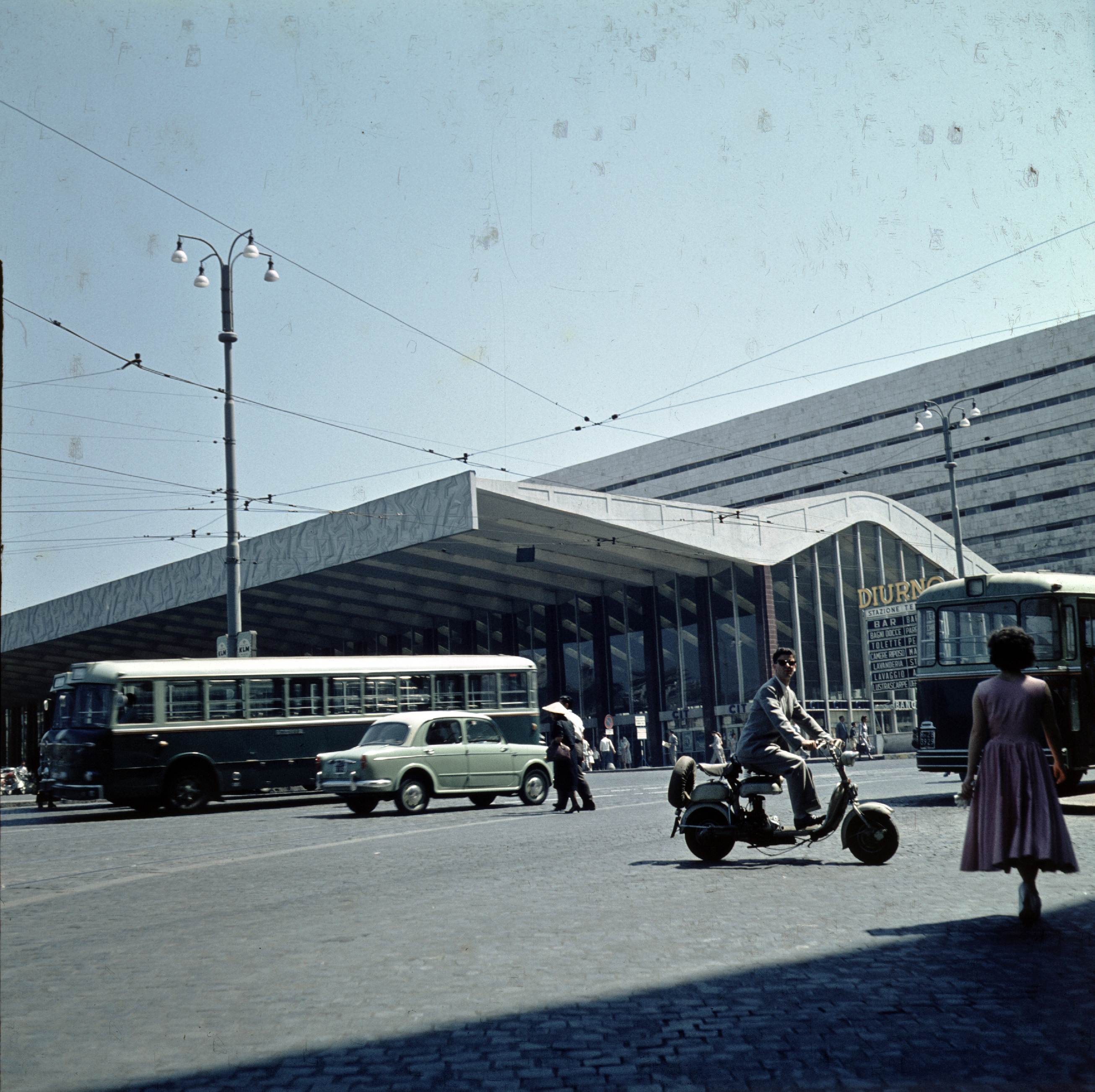
Le nouveau bâtiment de la gare de Rome-Termini.

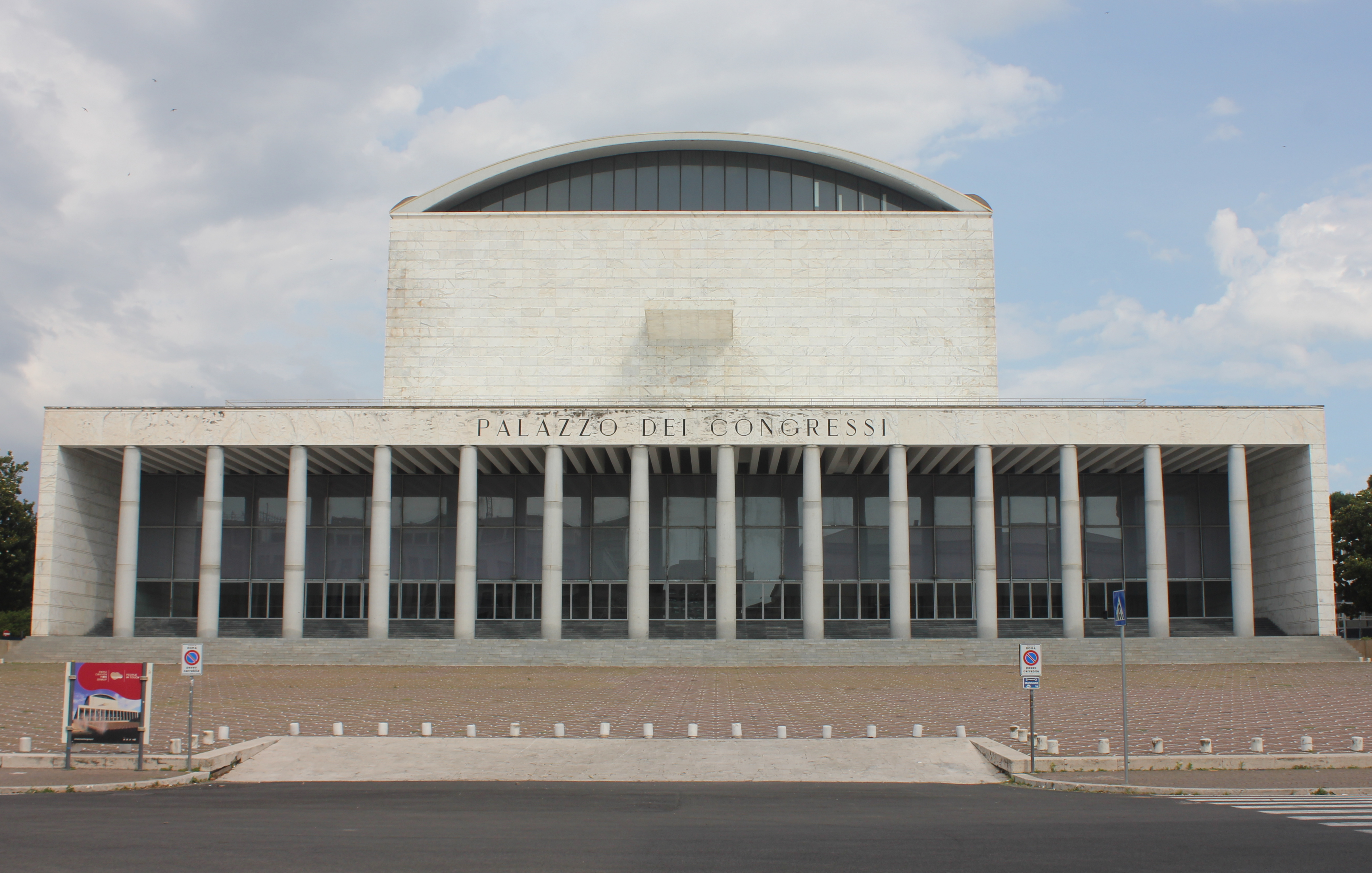
Le Palais des Congrès dans le quartier de l'EUR à Rome.

Après l'arrivée de Benito Mussolini au pouvoir en 1922, le régime fasciste entend mener la modernisation du pays et adopte une politique nataliste doublée de l'arrêt de l'émigration italienne vers les États-Unis et l'Amérique latine. À partir de 1935, la politique devient en outre expansionniste et coloniale.
Cette politique, qui ne fut pas entièrement couronnée de succès, mais qui contribua à créer une certaine nostalgie exploitée par les courants néo-fascistes de l'après guerre, passe par la bonification agricole des Marais pontins et  nombre de grands travaux, censés lutter contre le chômage.
Des villes entièrement nouvelles (en italien citta di fondazione) sont créées dans la région du Latium comme Littoria (rebaptisée plus tard Latina), Sabaudia, Aprilia, ou encore en Sicile et en Sardaigne comme Carbonia ou Arborea (ex Mussolinia).
Dans d'autres villes historiques, de nouveaux quartiers sont créés, comme l'EUR de Rome ou encore Nuova Predappio, situé dans la bourgade natale du Duce.
La frénésie de construction de la période fasciste s'exporte aussi outre-mer dans les colonies d'Éthiopie, de Libye, ou des îles du Dodécanèse.
La modernisation et l'extension du réseau ferré, de centrales électriques, la création d'aéroports, la réalisation de bâtiments publics (postes, gares, casernes), de logements sociaux, l'accent mis sur le sport, très encouragé par le régime pour des raisons propagandistes et impliquant la réalisation de stades et de piscines, l'implantation d'hôpitaux, de maternités et de crèches étatiques, de colonies de vacances liées aux organisations de jeunesse fascistes, les sièges régionaux du parti fasciste (comme la célèbre Casa del Fascio de Côme due à Giuseppe Terragni), etc., sont autant de chantiers spectaculairement mis en scène par Mussolini et son service de propagande. 
Cette fièvre de construction a créé de nombreuses opportunités pour toute une génération d'architectes souvent qualifié du terme vague de modernistes mais en fait rattachés à diverses tendances ou écoles : futuriste, rationaliste, constructiviste, etc.
L'adhésion des architectes concernés aux thèses du régime est à envisager au cas par cas : si Angiolo Mazzoni est ouvertement partisan du régime jusqu'à sa fin et s'exilera en Colombie après la phase d'épuration, d'autres sont nettement plus opportunistes et poursuivront leur carrière sans trop d'accrocs après 1943.
Par ailleurs, contrairement à Adolf Hitler, qui fut très interventionniste dans les projets d'Albert Speer, érigé en architecte officiel du régime, Mussolini laissa une certaine marge de manœuvre à la création architecturale italienne qui, tout en s'inscrivant dans son époque (courant art-déco, fonctionnalisme), possède un lien visuel identifiable avec le ventennio fascista, mais présente cependant une large diversité.

## Historique

### Prémices
Le modernisme architecturale italien des années 1920-1930 prend sa source à la fois dans le style néo-classique français utopiste de la fin du XVIIIe siècle, dans le mouvement futuriste (avec un précurseur comme Antonio Sant'Elia), et dans le courant Novecento qui s'affirme dès 1922 à Milan.
En 1926, se forme le Gruppo 7, accompagné d'Umberto Boccioni.

## Architectes représentatifs

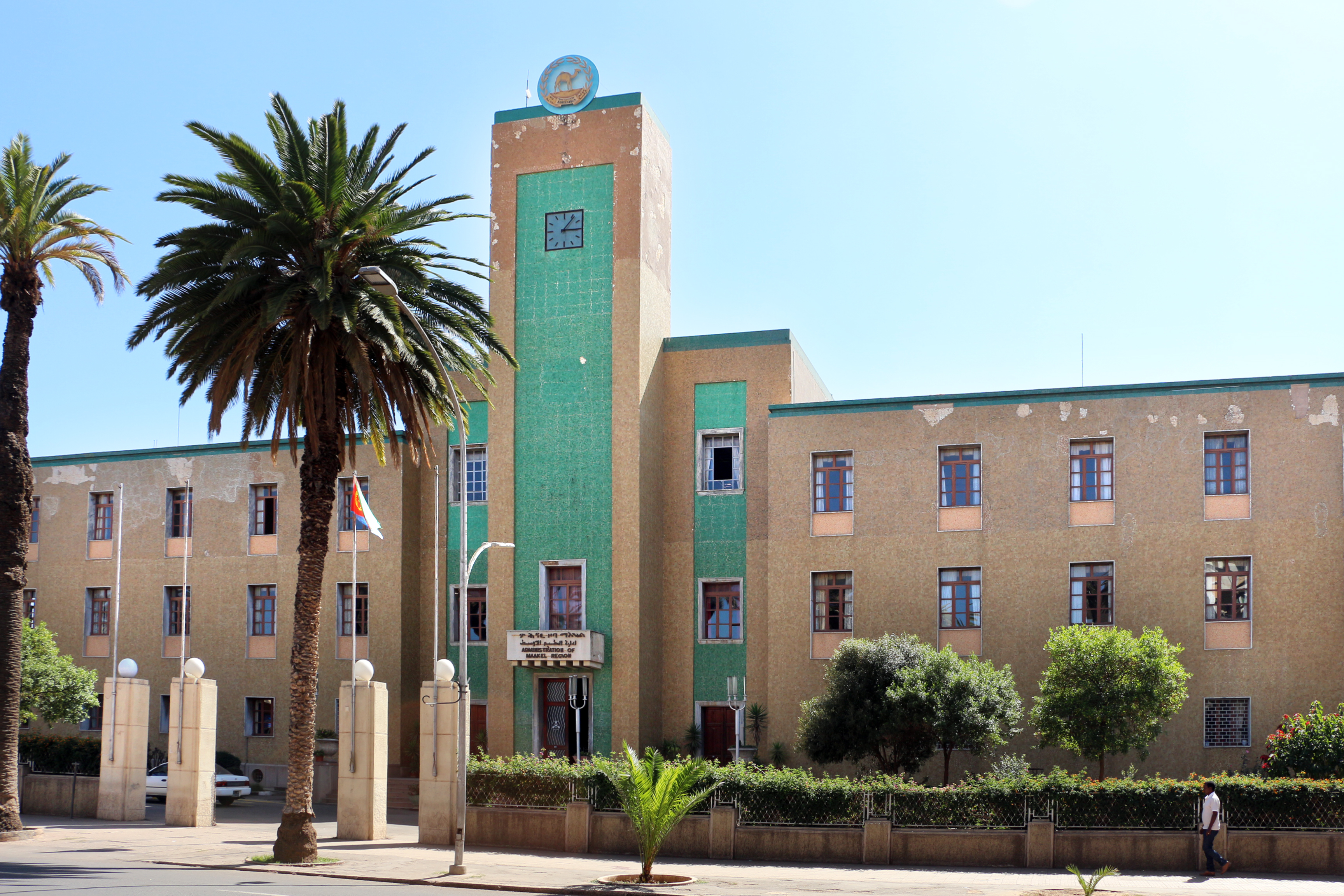
Le Palais du Gouverneur d'Asmara, en Érythrée, construit lors de la domination italienne en Afrique orientale.

- Cesare Bazzani
- Armando Brasini
- Duilio Cambellotti
- Ubaldo Castagnoli
- Arnaldo Dell'Ira
- Luigi Figini
- Guido Frette
- Gustavo Giovannoni
- Ernesto Lapadula
- Sebastiano Larco
- Adalberto Libera
- Luigi Moretti
- Angiolo Mazzoni
- Gaetano Minnucci
- Giuseppe Pagano
- Marcello Piacentini
- Gino Pollini
- Carlo Enrico Rava
- Giuseppe Terragni

## Réalisations
- Sabaudia, Italie
- Latina, Italie
- Carbonia, Italie
- Asmara, Érythrée
- Rhodes, Grèce
- Lakki, Grèce

Branche moderniste :
- 1928-29 Novocomum, Côme, Giuseppe Terragni
- 1933-35 gare de Florence Santa Maria Novella, Giovanni Michelucci
- 1933-36 Casa del Fascio, Côme, Giuseppe Terragni
- 1937 Villa Malaparte, Capri, Adalberto Libera

Branche conservatrice :
- 1925-28 Monument à la Victoire, Bolzano, Marcello Piacentini
- Centre monumental de Rome, groupe La Burbera
- Esposizione Universale di Roma (EUR), Rome, Marcello Piacentini